# クリストファー・コロンブス・ラングデル

クリストファー・コロンブス・ラングデル（Christopher Columbus Langdell、1826年5月22日 - 1906年6月6日）は、アメリカ合衆国の法学者。

## 来歴
- 1826年5月22日ニューハンプシャー州のニューボストンに生まれる。
- 1845年フィリップス・エクセター・アカデミー入学、1848年卒業し、ハーヴァード大学に入学するも同年経済的理由で休学し、法律事務所に務める。
- 1851年ハーヴァード・ロースクールに入学。1854年卒業。ニューヨーク州弁護士。
- 1870年から1895年までハーヴァード・ロー・スクール教授を務め、 1875年に LL.D. 取得。
- 1906年6月6日ケンブリッジで逝去。

## 人物
「法は学問である。」（Law as Science）との理論から、ケースブックを使用するケースメソッドと、教授と学生の議論を重視するソクラテス・メソッドを組み合わせることにより法的能力の向上を図るという教育革命を行ない、今日のロー・スクール (アメリカ合衆国)の基礎を築いた。雑多な判例の中から、有益な判例を選別し、これを素材に議論を通じて、具体的な事件から抽象的かつ一般的な法準則を導き出すもので、科学的な方法によって導かれた法準則は物理学における物理法則と同じように変ることがないと信じた。彼によれば、法は、科学的な研究によって発見されるものであり、一つの論理的な準則の体系によって記述し尽くすことができるものである。しかしながら、このような法形式主義は、後に様々な立場から厳しく批判されることとなった。同時代の連邦最高裁判事のオリバー・ウェンデル・ホームズ・ジュニアと「法の生命は論理ではなく、経験である」とした。

## 著書
- 『Selection of Cases on the Law of Contracts』（1871）